# Холодова, Елена Васильевна
Холодова Елена Васильевна (24 августа 1966 года, хутор Зубков, Курская область) — архитектор, кандидат архитектуры, член Союза архитекторов России (с 2000 г.), советник Российской Академии архитектуры и строительных наук, ведущий научный сотрудник Отдела истории архитектуры и градостроительства Нового времени НИИ теории и истории архитектуры и градостроительства. Занимается исследованием, реставрацией и реконструкцией памятников истории и архитектуры Курской, Белгородской и Воронежской областей.

## Биография
- 1985 — отделение промышленного и гражданского строительства Курского монтажного техникума[1].
- 1990 — архитектурный факультет Воронежского инженерно-строительного института.
- 1990-1997 — архитектор-проектировщик института «Курскгражданпроект».
- 1992-1995 — архитектор группы по инвентаризации памятников истории и культуры Курской области при Управлении культуры администрации Курской области.
- 1997-1998 — ведущий специалист группы градостроительного и объемного проектирования при Департаменте архитектуры и градостроительства Курска.
- 1998-2003 — главный специалист Комитета (затем Департамента) архитектуры и градостроительства Курской области.
- с 2003 — частная архитектурная практика, научно-исследовательская работа.
- 2005 — кандидат архитектуры, тема диссертации «Загородное усадебное строительство Курской губернии 1861-1917 годов».
- с 2008 — аттестованный эксперт по проведению государственной историко-культурной экспертизы при Министерстве культуры РФ.

## Осуществленные проекты

### Курск

#### Общественные здания
- реконструкция офисного здания «Курскгазпроект» по ул. Верхней Луговой, 58, 2003-2005.
В основе постройки находится дореволюционный купеческий особняк, архитектурно-планировочные решения которого были сохранены Е. В. Холодовой при проведении реконструкции[2].
- торгово-офисное здание «Прометей» по ул. Красной Армии, 16, 2005-2008 (в соавторстве с конструктором Жуковой А. А.)[3].
- здание Центра инженерного оборудования по ул. Верхней Луговой, 56, 2011-2019.

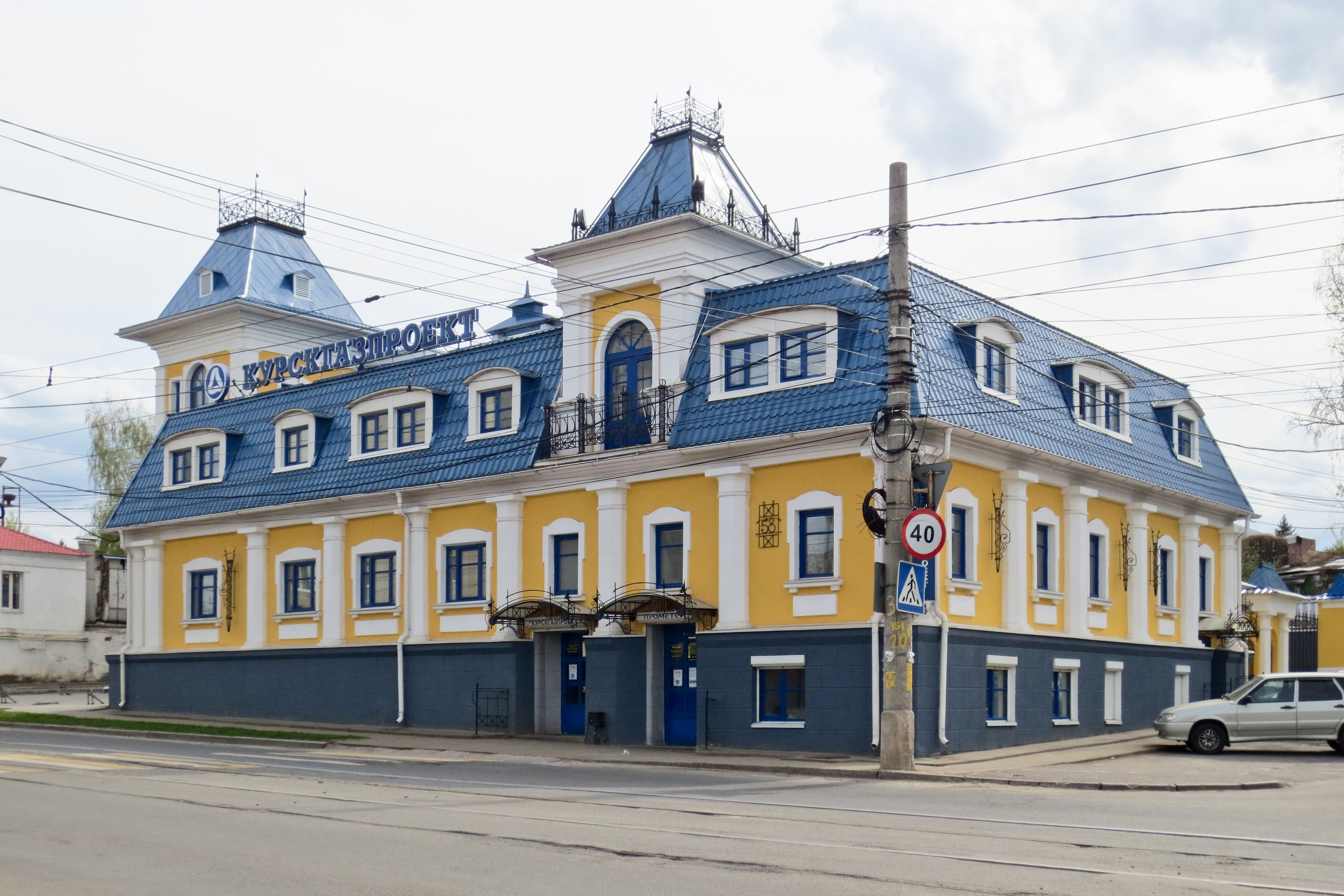
Улица Верхняя Луговая, 58
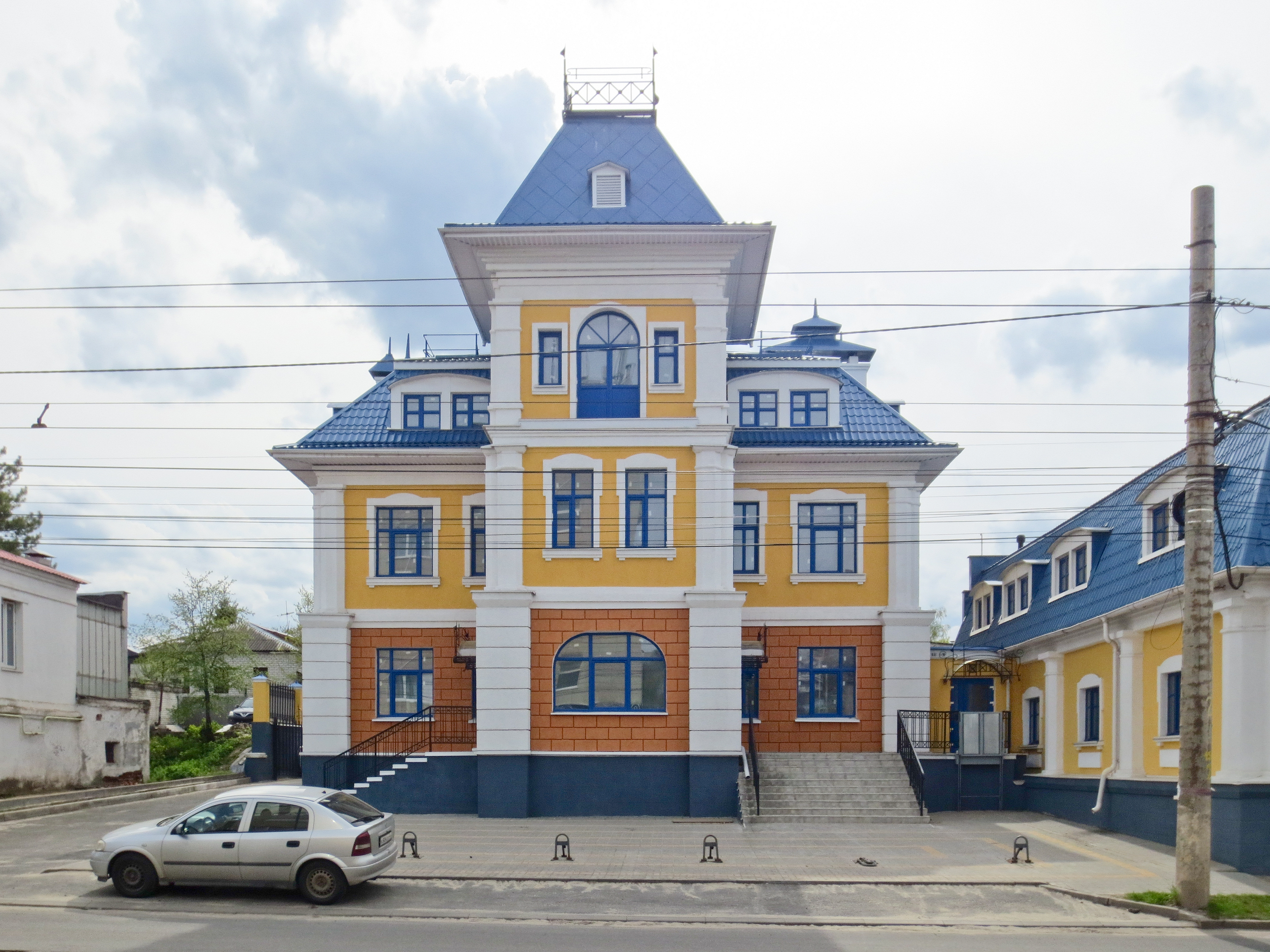
Улица Верхняя Луговая, 56
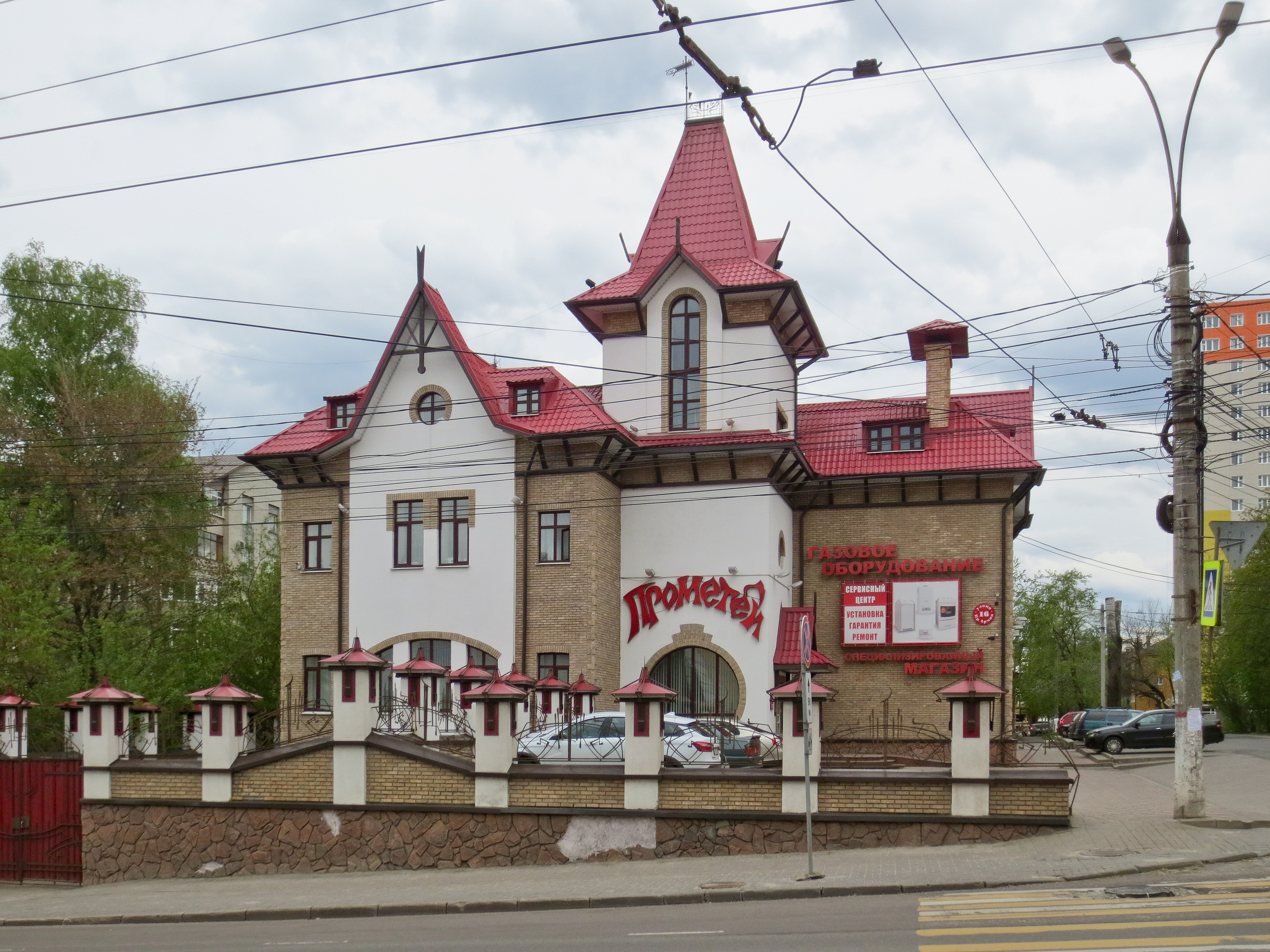
Улица Красной Армии, дом 16

#### Культовые здания
- реконструкция-реставрация Знаменского собора в Курске, 2000 (в соавторстве с архитекторами Семенихиным В. П., Михайловым В. Н.) памятник архитектуры (федеральный)[4].
Холодовой Е. В. были выполнены историческая записка, шаблоны декоративного убранства антаблементов и сводов центральной части собора[5].

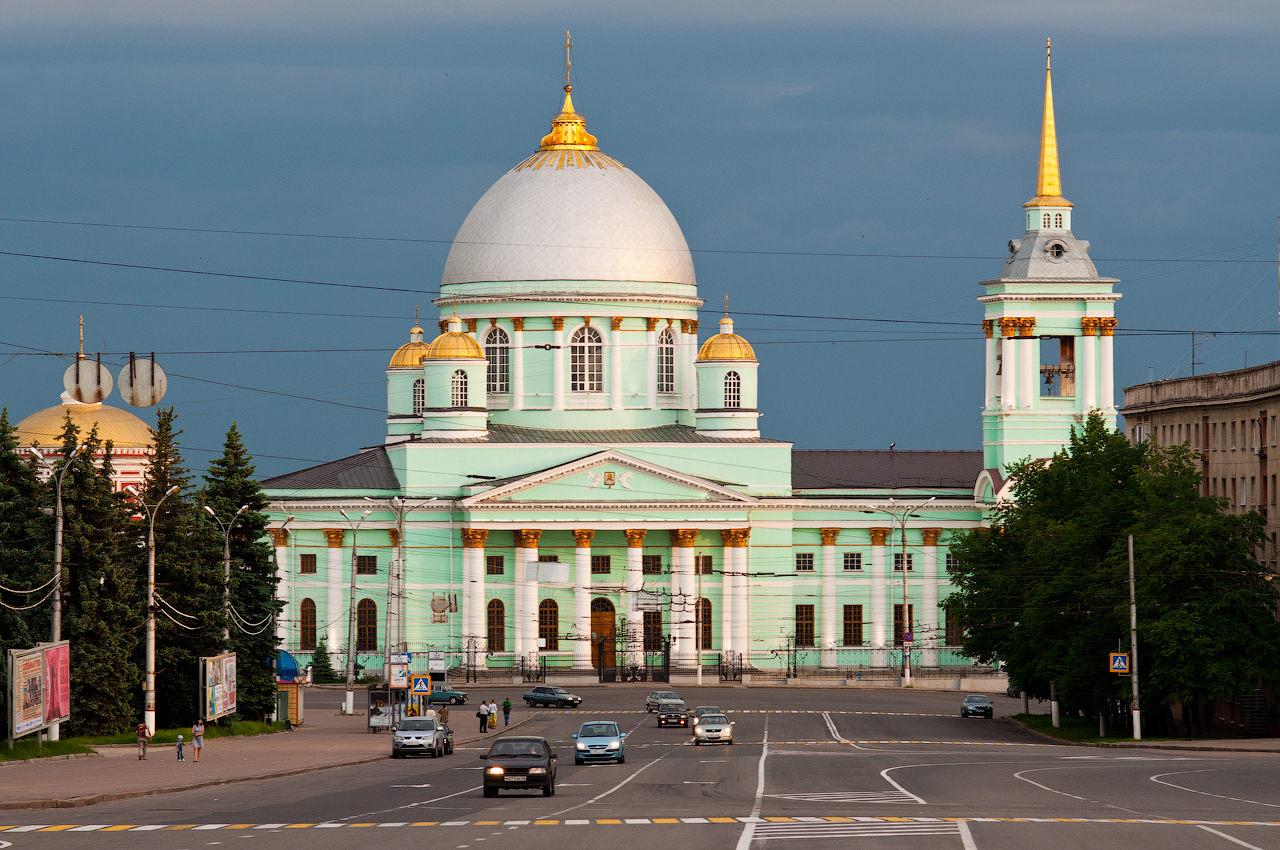
Знаменский собор
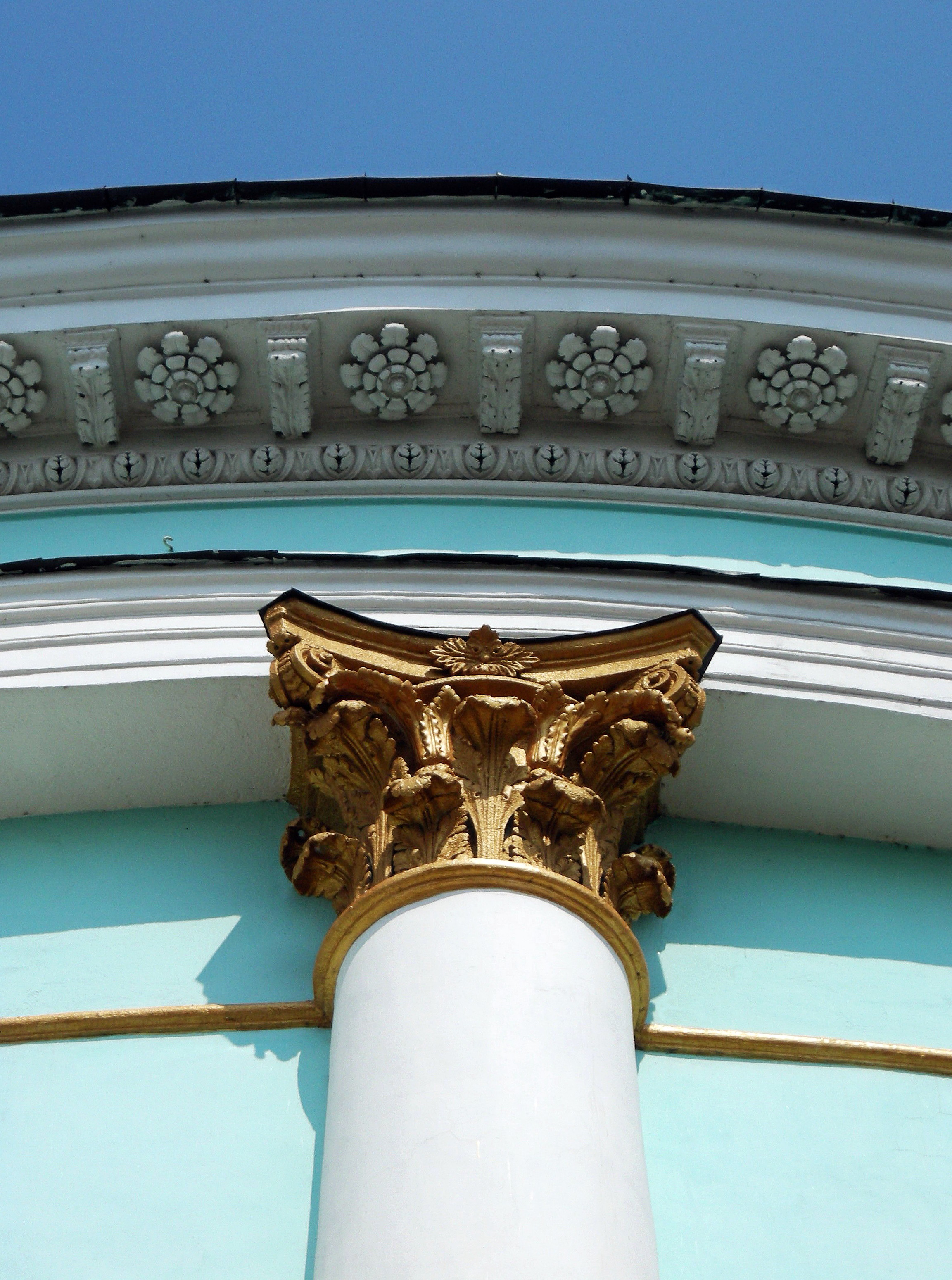
Декоративное оформление антаблемента апсиды
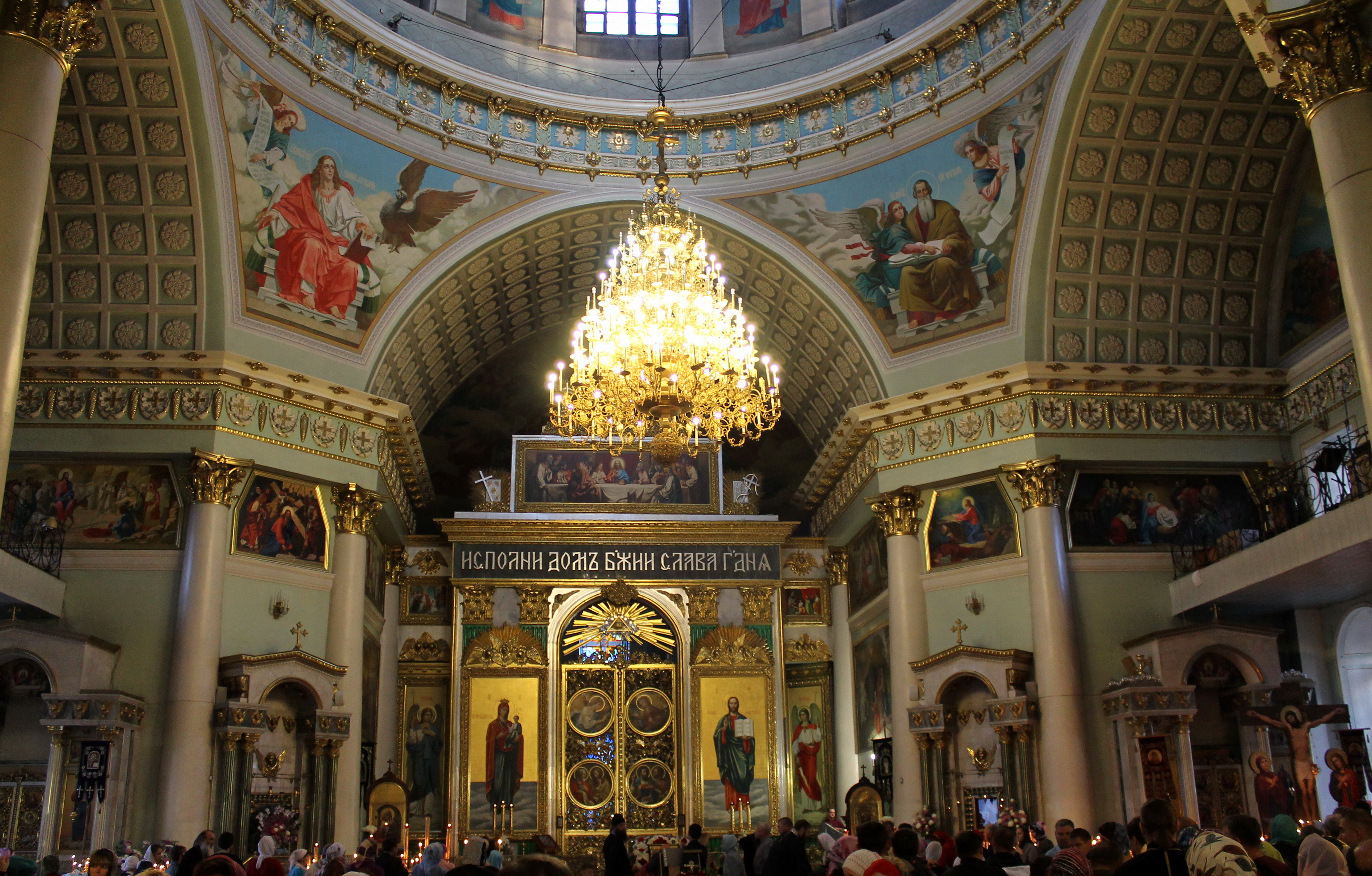
Интерьер центральной части собора

#### Малые архитектурные формы
- Мемориальная доска архитектору Орлову Г. М., 2001 на здании Красная пл., 2/4 (в соавторстве со скульпторами Бартеневым В., Третьяковым С.)
- Памятный знак «В память о боевых и трудовых подвигах курских железнодорожников в годы Великой Отечественной войны 1941-1945 гг.» в парке Железнодорожников, 2013[6][7][8].

Мемориальная доска архитектору Орлову Г. М.
Памятный знак воинам-железнодорожникам

### Курская область

#### Общественные здания
- восстановление дома писателя Константина Воробьёва в с. Нижний Реутец, 1999-2004 (в соавторстве с конструктором Орловым Л.).
Несмотря на планы администрации поселения построить новое здание дома-музея на месте ветхого строения Е. В. Холодовой удалось настоять на сохранении аутентичного мемориального дома писателя и выполнить его реставрацию[9].

#### Культовые здания
- восстановление Введенского храма в с. Капыстичи Рыльского района, 2001-2005 (в соавторстве с конструктором Пилюгиным Е. В.) памятник архитектуры (региональный)[10]
Восстановлен внешний облик церкви, заново построена и оборудована колокольня[11].
- Кованые полотна ворот Свято-Николаевского мужского монастыря в Рыльске, 2005
- восстановление храма Рождества Пресвятой Богородицы в с. Коренское Рыльского района, 2008-2009  памятник архитектуры (региональный)[12][13].

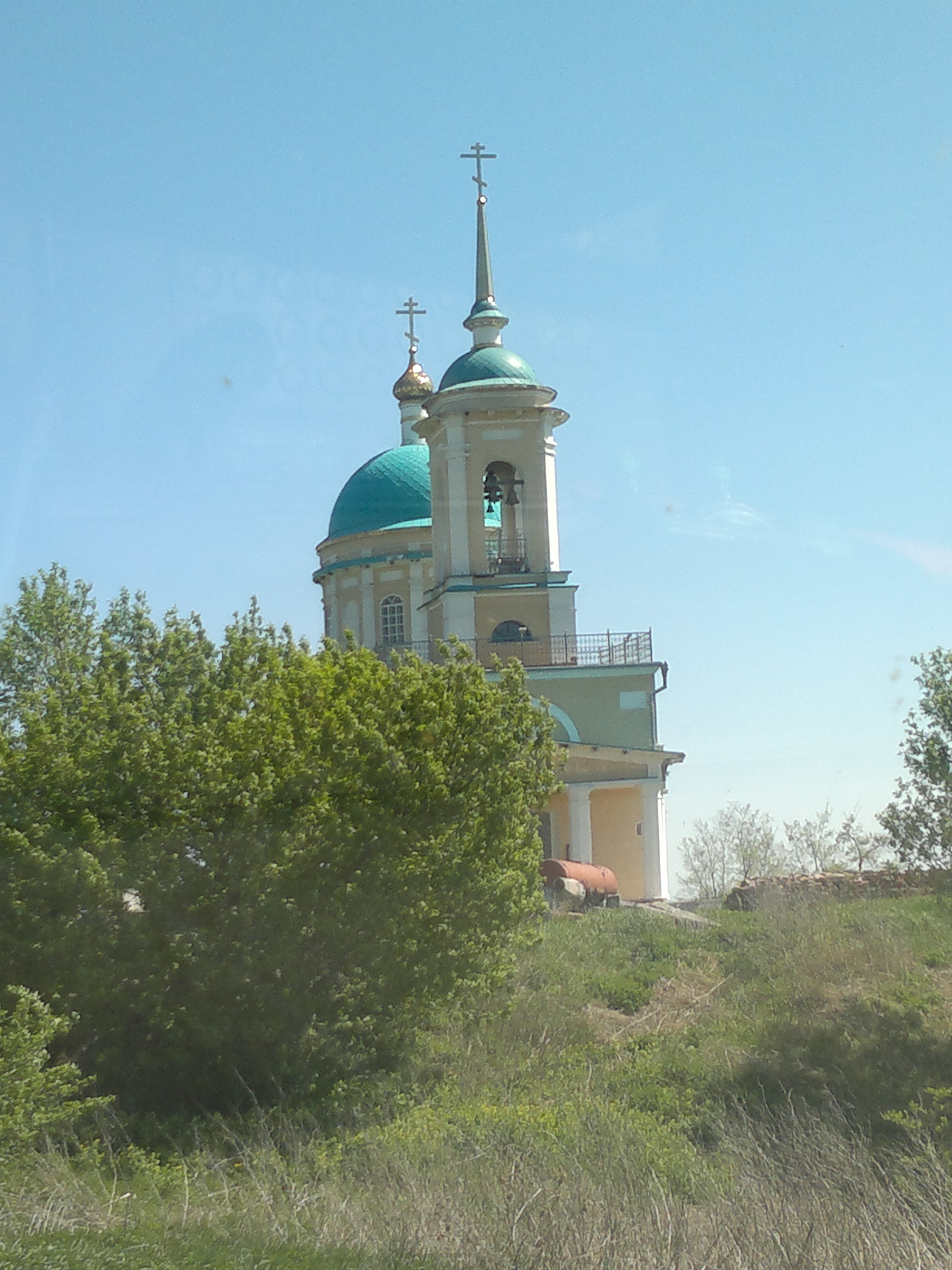
Введенский храм в с. Капыстичи, 2012

## Нереализованные проекты

### Курск

#### Общественные здания
- Проект реконструкции зданий бывшей табачной фабрики[14].

#### Культовые здания
- Проект склепа-усыпальницы игуменьи Софии в женском Свято-Троицком монастыре[14].
- Проект часовни в парке Железнодорожников[15].

#### Малые архитектурные формы
- Проект памятного знака командиру эскадренного миноносца «Стерегущий» Сергееву А. С. и подполковнику артиллеристу Сергееву Н. С. у дома их родителей по ул. Карла Либкнехта[16].

### Курская область

#### Культовые здания
- Проект деревянного храма в п. Солнечном Золотухинского района[17].

## Научно-исследовательская деятельность
Ведущей темой научно-исследовательской работы Холодовой Е. В. является загородное дворянское и купеческое усадебное строительство в Курской губернии в дореволюционное время, которое территориально охватывает районы современных Курской, Белгородской, Воронежской и Сумской областей. Результаты научной и экспедиционной работы отражены в около 300 научных публикациях, а также освещаются в периодических изданиях.
В 2018 году Холодовой Е. В. была проведена историко-культурная экспертиза находившегося под угрозой сноса Дома мещан Беньковских, обосновавшая архитектурную и градостроительную ценность здания, и на основании которой здание было включено в единый государственный реестр объектов культурного наследия (памятников истории и культуры) народов Российской Федерации в качестве объекта культурного наследия регионального значения.

### Основные научные труды
- Холодова Е. В. Усадьбы Курской губернии : историко-архитектурные очерки / Е. В. Холодова. — Курск : Крона, 1997. — 96 с.
- Холодова Е. В. Зодчие Курского края XVII-XXI веков : ил. биограф. словарь / Е. В. Холодова ; Кур. гос. ун-т. — Курск : Крона, 2003. — 279 с.
- Холодова Е. В. Головчино : история, архитектура, гипотезы / Е. В. Холодова. — Белгород : Везелица, 2003. — 56 с.
- Холодова Е. В. Покровское на Тиму / Е. В. Холодова. — Курск : Славянка, 2006. — 109 с. — ISBN 5-88562-110-1.
- Холодова Е. В. Пореформенные усадьбы Курской губернии. 1861-1917 / Е. В. Холодова ; Науч.-исследовательский ин-т теории архитектуры и градостроительства Российской акад. архитектуры и строит. наук.. — Курск : Крона, 2007. — 390 с. — ISBN 5-88562-128-4.
- Холодова Е. В. Архитектор-художник Александр Аршинов. 1900-1942 / Е. В. Холодова. — Курск, 2007. — 79 с. — ISBN 5-88562-102-0.

### Крупные научно-исследовательские работы
- Материалы к истории Рыльского Николаевского монастыря в г. Рыльске Курской области, 2011.
- Проект зон охраны памятника архитектуры федерального значения XIX в. Усадьба Нелидовых «Моква» в д. 1-я Моква Курского района Курской области, 2014 (в составе авторского коллектива).
- Проект зон охраны памятника архитектуры федерального значения XIX в. Усадьба Барятинских «Марьино» в с. Марьино Рыльского района Курской области, 2014-2015 (в составе авторского коллектива).

## Награды
- Диплом VI Международного фестиваля «Зодчество» за монографию «Усадьбы Курской губернии», 1998 г.
- Архиерейская грамота «В благословение за церковно-краеведческие труды», Курск, 2003 г.
- Бронзовый диплом XII Международного фестиваля «Зодчество» за монографию «Зодчие Курского края XVIII-XXI веков», 2004 г.
- Медаль Курского областного научного краеведческого общества «За заслуги в развитии краеведения», 2006 г.
- Бронзовый диплом XV Международного фестиваля «Зодчество» за монографию «Пореформенные усадьбы Курской губернии 1861-1917 годов», 2007 г.[28]
- Главная награда конкурса «Человек года» в номинации «Публикация года» с вручением знака «Курская антоновка», 2007 г.[29]
- Медаль Национального фонда «Возрождение русской усадьбы» за заслуги в возрождении памятников Отечества, научно-исследовательскую деятельность и популяризацию усадебных комплексов Курской области, 2008 г.
- Звание номинанта национальной премии  «Культурное наследие» за заслуги в деле сохранения, возрождения и популяризации архитектурного наследия России, 2008 г.
- Диплом третьей степени II Межрегионального конкурса «Зодчество Черноземья», Воронеж, 2008 г.
- Медаль РААСН в конкурсе на лучшие научные и творческие работы за монографию «Пореформенные усадьбы Курской губернии 1861-1917 годов», 2008 г.[30]
- Благодарность директора Государственного научно-исследовательского музея им. А. В. Щусева «За участие в составлении биографий российских зодчих для словаря «Архитекторы Российской империи с начала XVIII в. до 1917 г.», 2008 г.
- Благодарность Министра культуры РФ «За большой вклад в сохранение, возрождение и популяризацию памятников гражданского и культового зодчества», 2009 г.
- Диплом Курского областного Дома народного творчества «За профессиональное мастерство, представленное на персональной выставке «Мои художества на рубеже веков», 2012 г.
- Архиерейская грамота «Во внимание к оказанной помощи по восстановлению Введенского храма в с. Капыстичи Рыльского района Курской области, 2014 г.[31]
- Благодарность Курской региональной общественной организации «Православное общество Преподобного Серафима Саровского» «За активную работу по сохранению духовного наследия», 2014 г.
- Диплом участника XXIII Международного фестиваля «Зодчество», 2015 г.
- Диплом «За активное участие в III Международной выставке по сохранению, реставрации и использованию культурного наследия «Denkmal, Москва – 2015», 2015 г.
- Специальный диплом Союза архитекторов РФ за памятный знак воинам-железнодорожникам, 2016[32].